# IPTC
IPTC ofwel IPTC-NAA-Standard betreft een metadata-framework voor foto's zoals EXIF en XMP dat ook zijn. Het gaat er hierbij dus om tekst of andere informatie aan de afbeelding TIFF of JPG toe te voegen.
De standaard werd door de IPTC (International Press Telecommunications Council) en de NAA (Newspaper Association of America) ontwikkeld.

## Parameter
Voorbeeld van beschikbare velden:
| IPTC-veld            | Omschrijving                                | Voorbeeld                                         | Aantal tekens                                    |
| -------------------- | ------------------------------------------- | ------------------------------------------------- | ------------------------------------------------ |
| Caption              | Omschrijving van het beeld                  | Foto van een goudvis in een kom                   | 2000                                             |
| Keywords             | Trefwoorden                                 | Vis, Goudvis, Aquarium, Glas, Dier                | onbeperkt aantal tekens(ieder trefwoord max. 64) |
| Credit               | Credit-Credit, bv. Aan wie er wordt betaald | Jan Jansen                                        | 32                                               |
| Copyright            | Rechten                                     | © Copyright 2005, Jan Jansen, all rights reserved | 128                                              |
| Object Name          | Onderwerp                                   | Goudvis1                                          | 64                                               |
| Creation Date        | Opnamedatum                                 | 20060318                                          | 8                                                |
| City                 | Plaats                                      | Amsterdam                                         | 32                                               |
| Province State       | Provincie                                   | Noord-Holland                                     | 32                                               |
| Country              | Land                                        | Nederland                                         | 64                                               |
| Special Instructions | Speciale instructies                        | niet voor internet                                | 256                                              |
| Byline               | Naam fotograaf                              | Jan Jansen                                        | 32                                               |
| Category             | Categorie                                   | INT                                               | 3                                                |
| Headline             | Titel                                       | De Viskom                                         | 256                                              |
| Source               | Bron                                        | Wikipedia                                         | 32                                               |

## Programma's
Veel programma's kunnen intussen met IPTC-informatie overweg. Sommige ondersteunen alleen het inzien van de data maar andere kunnen de data ook bewerken (PixVue, IrfanView en FotoStation maar ook Adobe Lightroom kunnen dit batchgewijs).